# 刘冰 (1921年)
刘冰（1921年12月7日—2017年7月24日），原名姚发光，男，汉族，河南省伊川县吕店镇姚沟村人。中华人民共和国教育界、政治界人物，刘冰上书事件的当事人，他是中国党和国家领导人胡锦涛和习近平的老师。

## 生平

### 早年
刘冰幼年丧母，少年丧父。1938年，17岁的刘冰加入中国共产党。同年，刘冰进入延安的中国人民抗日军政大学（简称“抗大”）学习。结业后，历任八路军一二九师随营干部学校青年工作股股长，抗大六分校青年干事，中共沁水县工作委员会委员兼青年联合救国会主席，太岳岳南地区青年救国联合会主席，中共渑池县委副书记、中共宜阳县委书记，中共豫西区党委青年工作科科长，豫西解放区青年联合会主任等职务。
1949年中华人民共和国成立后，刘冰历任中共河南省委青年工作委员会书记，中国新民主主义青年团河南省委书记。1953年，调任中国新民主主义青年团中央委员会办公室主任（1954年改任办公厅副主任，任至1956年）、农村青年工作部部长。1955年到中共中央高级党校学习。

### 清華工作
1956年，刘冰调到清华大学工作。1956年5月，在中国共产党清华大学第一次代表大会上，当选清华大学党委副书记。自此直到1966年“文化大革命”爆发，刘冰一直担任清华大学党委第一副书记，协助校长兼党委书记蒋南翔，主持党委日常工作，任内主持制定了党的工作及学生工作若干条例。1959年2月，在中国共产党清华大学第二次代表大会上，刘冰代表清华大学第一届党委作工作报告。1962年5月5日，中国共产党清华大学第三次代表大会召开，选举产生中国共产党北京市第三次代表大会代表，根据中共北京市委分配的名额，大会选出清华大学出席中国共产党北京市第三次代表大会的正式代表11人、候补代表2人，刘冰得票263票，票数最高。1962年10月，中国共产党清华大学第四次代表大会召开，刘冰再次代表清华大学党委作工作报告。

### 文革時期
“文化大革命”爆发后，刘冰被打倒，遭受残酷迫害，多次被揪鬥和殴打。1970年，才被“结合”进入清华大学领导班子，任清华大学党委副书记、革命委员会副主任。
刘冰在任内坚持原则，对于有的尚未平反的老干部的子女，刘冰在招生中一视同仁，不搞歧视。例如习仲勋之子习近平2000年接受《中华儿女》杂志访谈时回忆起刘冰在任期间特批他上清华大学的往事：“那时候报大学，清华有两个名额在延安地区，全分给了延川县。我三个志愿都填清华，你让我上就上，不让我上就拉倒。县里将我报到地区，县教育局领导仗义执言为我力争：清华来招生的人不敢做主，请示学校。这又是一个机遇。1975年7、8、9三个月，正是所谓的‘右倾翻案风’的时候。迟群、谢静宜都不在家，刘冰掌权，他说，可以来嘛。”于是清华大学招生办公室让习仲勋的下放单位洛阳耐火材料厂开了个“土证明”：“习仲勋同志属于人民内部矛盾，不影响子女升学就业”，习近平这才得以进入清华大学学习。2002年，福建省省外大学校友会等机构编写《福建博士风采》丛书时，习近平在第一卷中发表了《自述》一文，详细讲述了自己进入清华大学的曲折历程。
1975年8月和10月，刘冰先后两次与清华大学党委的惠宪钧、柳一安、吕方正等人联名写信给中共中央副主席邓小平转呈中共中央主席毛泽东，揭发清华大学党委书记迟群、谢静宜等人的严重问题。此即刘冰上书事件。但却被指为“诬告信”，受到批判，并由此引发毛泽东在全国发动“批邓、反击右倾翻案风”运动，邓小平等人受到批判，影响了中国的整个政治局势。
1978年，刘冰获得平反，随后于同年调任兰州大学党委书记兼校长。当时“文革”结束不久，兰州大学和全国其他大学一样百废待兴，刘冰到任后立即着手改善学习及生活条件，很快取得明显成效。刘冰任兰州大学党委书记兼校长时，清华大学老校友、原政治辅导员胡锦涛正好在甘肃省建设委员会工作，所以经常去兰州大学看望过去清华大学的老领导刘冰。1979年，刘冰任甘肃省人民政府副省长。1981年起，历任中共甘肃省委副书记兼秘书长、常务副书记。1986年，任甘肃省人大常委会主任。1988年后，刘冰任第七届全国人大代表，全国人民代表大会教育科学文化卫生委员会副主任委员、顾问等职。他先后当选为中共十二大、中共十三大代表。

### 晚年
离休后，刘冰曾多次回到清华大学，参加了《蒋南翔传》首发式等活动。2011年6月，在清华大学百年校庆和建党90周年之际，学校设立“刘冰奖”，表扬优秀的党建和学生工作者。
刘冰晚年著有《风雨岁月》，承认文革中自己犯过的错误，并“表示诚挚的道歉”。

## 逝世
2017年7月24日，刘冰在北京医院病逝，享年96岁。
2017年7月30日，刘冰遗体送别仪式在北京市八宝山殡仪馆举行。
习近平、李克强、张德江、俞正声、刘云山、王岐山、张高丽七位中共中央政治局常委，马凯、刘延东、张春贤、赵乐际四位中共中央政治局委员，胡锦涛、李鹏、朱镕基、温家宝、宋平（偕夫人陈舜瑶）、李岚清、曾庆红、吴官正、李长春等已退休的原中共中央政治局常委，以及其他各级领导均赠送花圈。

## 著作
- 刘冰，风雨岁月——清华大学“文化大革命”忆实，清华大学出版社，1998年
  - 刘冰，风雨岁月——1964－1976年的清华，当代中国出版社，2008年
  - 刘冰，风雨岁月——1964－1976年的清华，当代中国出版社，2010年
- 刘冰，刘冰文集，甘肃人民出版社，2011年